# Маленька міс Щастя
«Маленька міс Щастя» (англ. Little Miss Sunshine; букв. Маленька міс Сонячне сяйво) — американська комедійна драма, режисерський дебют Джонатана Дейтона та Валері Феріс. Сценарій написав Майкл Арндт. У головних ролях знялися Грег Кіннір, Стів Карелл, Тоні Коллетт, Пол Дано, Ебігейл Бреслін і Алан Аркін. Зйомки почалися 6 червня 2005 року та проходили понад 30 днів у Аризоні та Південній Каліфорнії.
Прем'єра стрічки відбулася на кінофестивалі «Санденс» 20 січня 2006 року. Фільм отримав номінації у чотирьох категоріях на «Оскарі», у двох з яких переміг.

## У ролях
- Грег Кіннір — Річард Гувер
- Стів Карелл — Френк Гінсберг
- Тоні Коллетт — Шеріл Гувер
- Пол Дано — Двейн Гувер
- Ебігейл Бреслін — Олів Гувер
- Алан Аркін — Едвін Гувер
- Браян Кренстон — Стен Гроссман
- Бет Ґрант — Дженкінс
- Дін Норріс — військовий Макклірі

## Цікаві факти
- Пре-виробництво картини зайняло понад 5 років. Режисери довго не могли знайти фінансування, тому проєкт був заморожений (так званий статус turnaround). За цей час автор сценарію Майкл Арндт написав вісім абсолютно різних кінцівок до фільму.